# Consejo Insular de Ibiza y Formentera

Escudo del desaparecido Consejo Insular de Ibiza y Formentera.

Para los órganos insulares vigentes desde 2007, ver Consejo Insular de Formentera y Consejo Insular de Ibiza.
El Consejo Insular de Ibiza y Formentera fue una institución de autogobierno en el ámbito de las islas de Ibiza y Formentera, dentro del archipiélago balear (España). Se creó en 1978 después de la aprobación del régimen de consejos insulares y oficialmente instituido según el acuerdo del Estatuto de Autonomía de las Islas Baleares. Desapareció a raíz de la aprobación del estatuto de autonomía de 2007, en el que se preveía que se estableciese un consejo insular diferenciado para Formentera.
La institución ejercía, según sus competencias, un poder normativo (Pleno del Consejo) y ejecutivo. El pleno estaba compuesto por 13 diputados (12 por la isla de Ibiza y 1 representando la isla de Formentera), la composición del cual venía establecida por el número de diputados que obtenía cada formación política en la circunscripción de Ibiza y Formentera en las elecciones al Parlamento de las Islas Baleares. Este pleno se encargaba de aprobar tareas y escoger al presidente de la institución.
Se ha visto sucedido por los consejos insulares de Ibiza y de Formentera.

## Consejeros obtenidos por partido (1983-2007)
|                                                    | 1979 | 1983 | 1987 | 1991 | 1995 | 1999                         | 2003                         |
| -------------------------------------------------- | ---- | ---- | ---- | ---- | ---- | ---------------------------- | ---------------------------- |
| Partido Popular (PP)                               | 6a   | 6b   | 7c   | 7    | 7    | 6                            | 7                            |
| Agrupació Independent Popular de Formentera (AIPF) | -    | -    | -    | -    | 1    | 0                            | 1                            |
| Unión de Centro Democrático (UCD)                  | 4    | -    | -    | -    | -    | -                            | -                            |
| Centro Democrático y Social (CDS)                  | -    | 0    | 1    | 0    | -    | -                            | -                            |
| Partido Socialista Obrero Español (PSOE)           | 2    | 5    | 5    | 5    | 4    | 7d (PSOE:3 - indep:3 - EV:1) | 5d (PSOE:3 - indep:1 - EU:1) |
| Esquerra Unida (EU)                                | 0e   | 0e   | 0    | 0    | 0    | 7d (PSOE:3 - indep:3 - EV:1) | 5d (PSOE:3 - indep:1 - EU:1) |
| Els Verds                                          | -    | -    | -    | 0    | 1    | 7d (PSOE:3 - indep:3 - EV:1) | 5d (PSOE:3 - indep:1 - EU:1) |
| Otros                                              | 0    | 1f   | 0    | 1g   |      |                              |                              |
| Total                                              | 12   | 12   | 13   | 13   | 13   | 13                           | 13                           |

a Los resultados corresponden a los de una lista independiente, vinculada a Alianza Popular.

b Los resultados corresponden a los de Coalición Popular.

f Partido Demócrata Liberal. En 1983, el PDL estaba vinculado a Unió Mallorquina, formando ambos parte en 1984 del Partido Reformista Democrático. Al disolverse en 1986, el diputado del PDL pasó al Partido Liberal (coligado con Alianza Popular)

e Los resultados corresponden a los del Partido Comunista de España (PCE).

c Los resultados corresponden a los de la coalición Alianza Popular - Partido Liberal.

g Federación de Independientes de Ibiza y Formentera.

d Los resultados corresponden al Pacte Progressista en Ibiza y a la Coalició d'Organitzacions Progressistes de Formentera (COP). En 1999, el Pacte obtuvo 6 consejeros (3 del PSOE, 2 independientes y 1 de Els Verds); en 2003 5 consejeros (3 del PSOE, 1 independiente y 1 de Esquerra Unida). La COP solo obtuvo representación en 1999 (1 consejero, independiente).

## Presidentes
| N.º | Nombre             | Inicio              | Fin                 | Partido            |
| --- | ------------------ | ------------------- | ------------------- | ------------------ |
| 1.  | Cosme Vidal Juan   | 19 de abril de 1979 | 27 de julio de 1987 | Independiente y PP |
| 2.  | Antoni Marí Calbet | 27 de julio de 1987 | 31 de julio de 1999 | PP                 |
| 3.  | Pilar Costa Serra  | 31 de julio de 1999 | 4 de julio de 2003  | Pacte Progressista |
| 4.  | Pere Palau Torres  | 4 de julio de 2003  | 27 de mayo de 2007  | PP                 |